# Inmigración española en Venezuela
La inmigración española en Venezuela es el movimiento migratorio más numeroso de Europa que arribó a Venezuela. Según los datos del Padrón de Residentes en el Extranjero (PERE) de España, el 1 de enero de 2023, residían 136.145 ciudadanos españoles, lo que convierte al país suramericano en el noveno con la diáspora española más grande del mundo; la población española en Venezuela alcanzó un pico de 190.601 en 2015. Venezuela permite legalmente la doble nacionalidad entre ambos países.

## Historia

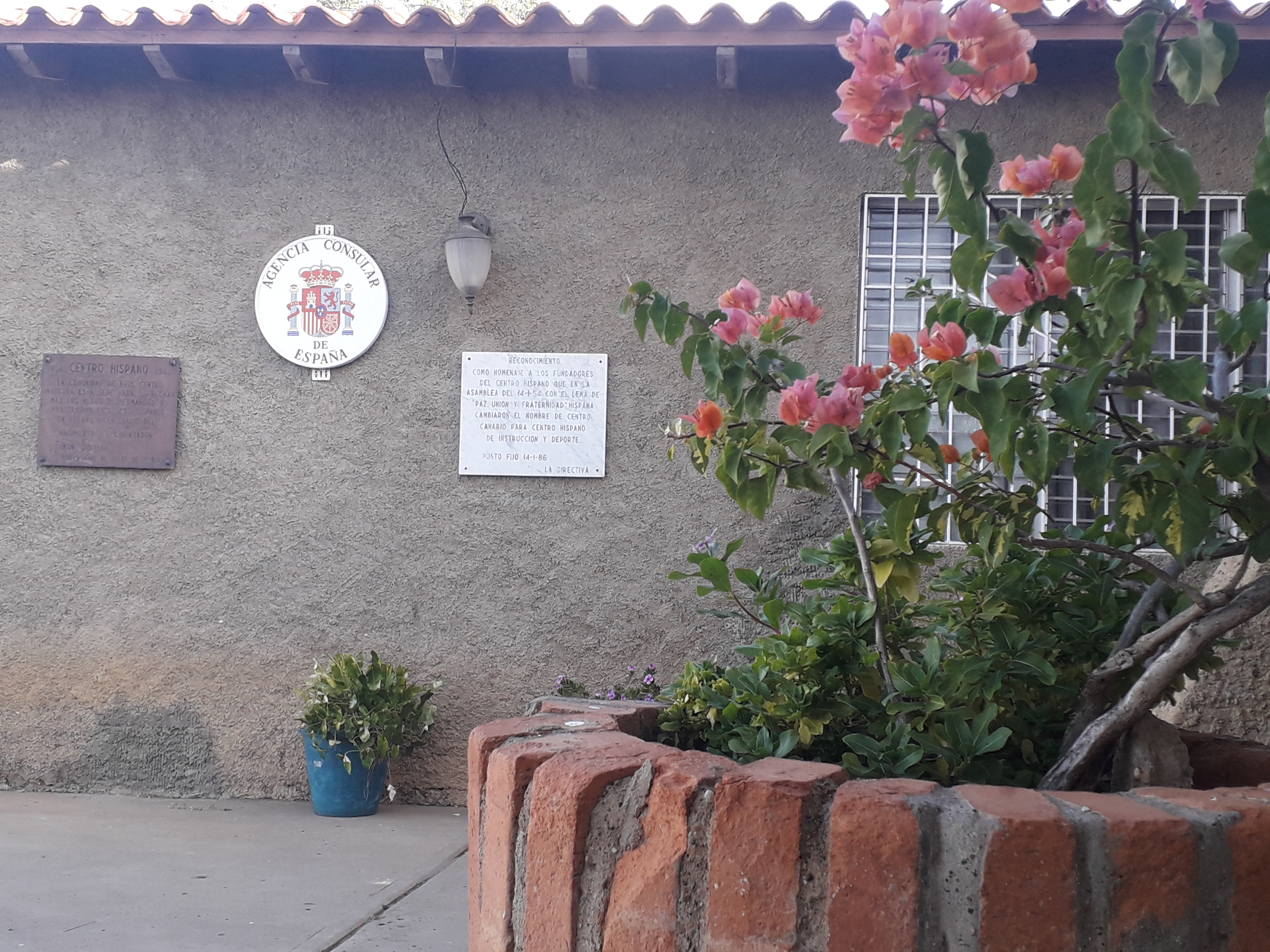
Agencia consular de España en Punto Fijo, Falcón.

Venezuela fue visitada por Cristóbal Colón en su tercer viaje, el 1 de agosto de 1498, cuando llegó a la desembocadura del río Orinoco, después de haber pasado frente a la isla Trinidad. Era la primera vez que los españoles tocaban tierra firme del continente, tomando en cuenta que en los dos primeros viajes llegaron a territorios insulares. Al llegar, Colón observó las corrientes del Orinoco y las selvas. El viaje prosiguió luego por el golfo de Paria y bordeó la costa cerca de la isla de Margarita. El año siguiente, Alonso de Ojeda realizó una expedición más extensa por el país, llegando al golfo de Venezuela después de pasar por la península de Paraguaná.

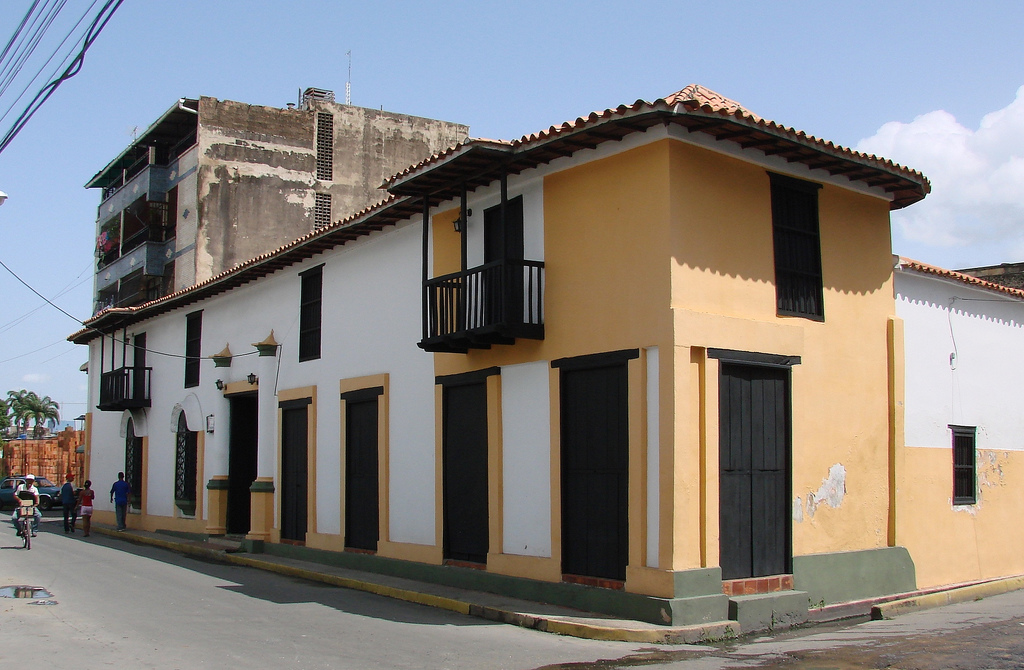
Casa construida en la primera mitad del, de la Compañía Guipuzcoana en Cagua, Estado Aragua.

Se dio inicio a un proceso de colonización con el establecimiento de la gobernación de Coquibacoa, y de ciudades y rutas comerciales entre el territorio y la metrópolis. Se efectuaron demarcaciones de territorio con el fin de crear una estructura jurisdiccional que se materializó con la creación de la Provincia de Margarita (1525), Venezuela (1527), Trinidad (1532), Nueva Andalucía y Guayana (1568) y posteriormente la de Maracaibo (1676). No obstante, el proceso colonizador no se quedó sin percances: los españoles enfrentaron varias rebeliones por parte de los indígenas locales, las más destacadas siendo la comandada por el cacique Guaicaipuro en 1560 y la sublevación de los Quiriquires en 1600, y hasta de sus propios coterráneos, como Lope de Aguirre en el siglo XVI y Juan Francisco de León en el XVIII.

## Comunidades españolas en Venezuela

### Canarias
Durante la época colonial, y hasta el final de la Segunda Guerra Mundial, la mayor parte de los inmigrantes europeos que llegaron a Venezuela fueron españoles originarios de las Islas Canarias. Su impacto cultural fue significativo, influyendo tanto en el desarrollo del castellano en el país, así como en la gastronomía y las costumbres. Venezuela es el país del mundo con la mayor población canaria y es común decir tanto en las islas como en el país americano que "Venezuela es la octava isla de las Canarias". Varios líderes y notables venezolanos cuentan con ascendencia canaria, tales como el precursor de la independencia el Generalísimo Francisco de Miranda, Andrés Bello, José Gregorio Hernández y los presidentes José Antonio Páez, José María Vargas, Carlos Soublette, los Monagas, Antonio Guzmán Blanco, Rómulo Betancourt y Rafael Caldera. Cabe destacar que el mismísimo Libertador Simón Bolívar tenía antepasados canarios por vía materna, al igual que Antonio José de Sucre. En las décadas 40 y 50 del siglo XX miles de canarios se embarcan en veleros rudimentarios que viajan clandestinamente hacia Venezuela. A pesar de las penurias de la navegación y los accidentes, muchos llegan a las costas venezolanas. Unos triunfaron económicamente, otros subsistieron en condiciones muy pobres, todos ellos rememoran sus vicisitudes, reconstruyen su aventura y reflexionan sobre el fenómeno migratorio de las pateras Subsaharianas que llegan a Canarias en la actualidad.

### Cataluña
En la etapa posterior a la Guerra civil española se produce la emigración más grande de la historia de Cataluña. Un gran número de exiliados catalanes se establece en Venezuela La característica más significativa de estos emigrantes es que se trataban de familias enteras buscando patria y a aparte formar una nueva vida a diferencia de los individuales que buscaban progreso personal, nuevos panoramas de vida y libertad.

### Galicia
En Venezuela habita una importante comunidad de inmigrantes gallegos, entre estos los provenientes de Europa durante el siglo XX, como consecuencia de los procesos de guerras y postguerras, quienes formaron familias, conformando comunidades binacionales y biculturales. En un principio la corriente migratoria desde Galicia tuvo como destinos principales Argentina y Brasil, la emigración gallega del siglo XX se concentra en Venezuela a partir de 1946, por causa de la situación europea, por imperativo del gobierno franquista y debido a políticas restrictivas de las repúblicas americanas, se dirigieron entonces a otros destinos ya conocidos como Estados Unidos; Argentina, Brasil y Uruguay y otros  nuevos entre lo que se encuentra Venezuela.

### País Vasco
En 1728, la constitución de la Real Compañía Guipuzcoana de Caracas, otorgó a los vascos el privilegio del comercio recíproco entre el Reino de España y la provincia de Venezuela. Prolongó sus días hasta 1785, cuando quedó refundida en Compañía de Filipinas.  Desde esa época Venezuela fue uno de los destinos más importantes que acogió a muchos vascos especialmente al finalizar la Guerra Civil encontraron en aquel país un refugio y una vida digna lejos del fascismo que imperaba en su país por más de 40 años. El Gobierno Vasco consiguió un  acuerdo con Gobierno venezolano del entonces presidente Eleazar López Contreras. Se pactó la llegada de refugiados vascos, y el gobierno de Venezuela aceptó como documento oficial el Igarobide, pasaporte emitido por el Gobierno vasco, dándole valor de documento legal.
Toda la prensa venezolana se hizo eco de la llegada de los refugiados vascos. El diario Ahora dedicó una página, con gran profusión de fotografías, a este evento. Destacaba que, entre los recién llegados, se encontraban médicos, ingenieros, contables, agricultores y obreros especializados.